# Cantón de La Côte-Saint-André
El cantón de La Côte-Saint-André era una división administrativa francesa, que estaba situada en el departamento de Isère y la región de Ródano-Alpes.

## Composición
El cantón estaba formado por dieciséis comunas:
- Arzay
- Balbins
- Bossieu
- Champier
- Commelle
- Faramans
- Gillonnay
- La Côte-Saint-André
- Mottier
- Nantoin
- Ornacieux
- Pajay
- Penol
- Saint-Hilaire-de-la-Côte
- Sardieu
- Semons

## Supresión del cantón de La Côte-Saint-André
En aplicación del Decreto n.º 2014-180 de 18 de febrero de 2014, el cantón de La Côte-Saint-André fue suprimido el 22 de marzo de 2015 y sus 16 comunas pasaron a formar parte del nuevo cantón de Bièvre.